# Довгоносик рисовий
Комірний довгоносик рисовий (Sitophilus oryzae L.) — жук з родини трубконосиків. Широкорозповсюджений шкідник. В Україні розмножуються в південних районах.

## Опис
Довжина тіла 2,3-3,5 міліметри. Має матову поверхню тіла з чотирма рудими плямами на надкрилах, груди в округлих ямках, добре розвинені перетинчасті крил і може літати.

## Екологія
Протягом року дає чотири-п'ять поколінь (на півдні України — сім — вісім). Сприятливою для розвитку є температура 26…31°С, оптимальна — 28…31°С. За оптимальної температури розвиток яйця триває три-п'ять днів, а за меншої — понад десять. Розвиток личинок перших трьох віків триває дванадцять діб, а четвертого — чотири-дев'ять. Фаза лялечки триває до п'яти — шести діб, а за низьких (порівняно з оптимальними) температур — вісім — чотирнадцять днів. Молоді жуки залишаються в зерні протягом однієї — двох діб, але за несприятливих температурних умов цей період може тривати близько місяця. Потім жуки залишають зерно й починають розмножуватися. Як уже зазначалося, рисовий довгоносик може дати п'ять — вісім генерацій. Розвиток одного покоління триває від 40 днів (за температури 21…25°С) до трьох з половиною — семи місяців (за температури 14…18°С). За температури повітря нижче 13°С і вологості зерна нижче 10 % розвиток шкідника припиняється. Оптимальна температура для живлення — 27…29°С. Тривалість життя імаго — три-вісім місяців. Зимують жуки, личинки та лялечки в зерні у сховищах, а на півдні імаго — і в польових умовах (відлітають від сховищ на відстань до 2 км і заселяють у полі зерно різних культур). При недостачі корму в зерносховищах літом перелітає в поле, де проходить розвиток в зернах хлібних злаків, особливо кукурудзи.
Довгоносик пошкоджує більшість зернопродуктів та продуктів переробки (крупи й навіть сухофрукти). Зернини, з яких вийшли жуки, втрачають у вазі приблизно 50 % і не придатні для дальшоговикористання на продовольчі цілі й для висіву.